# 16 Orionis
16 Orionis, eller h Orionis, är en vit Am-stjärna i stjärnbilden Orion.
16 Orionis har visuell magnitud +5,43 och är synlig för blotta ögat vid god seeing. Den befinner sig på ett avstånd av ungefär 180 ljusår.